# Schloss Unterleinleiter

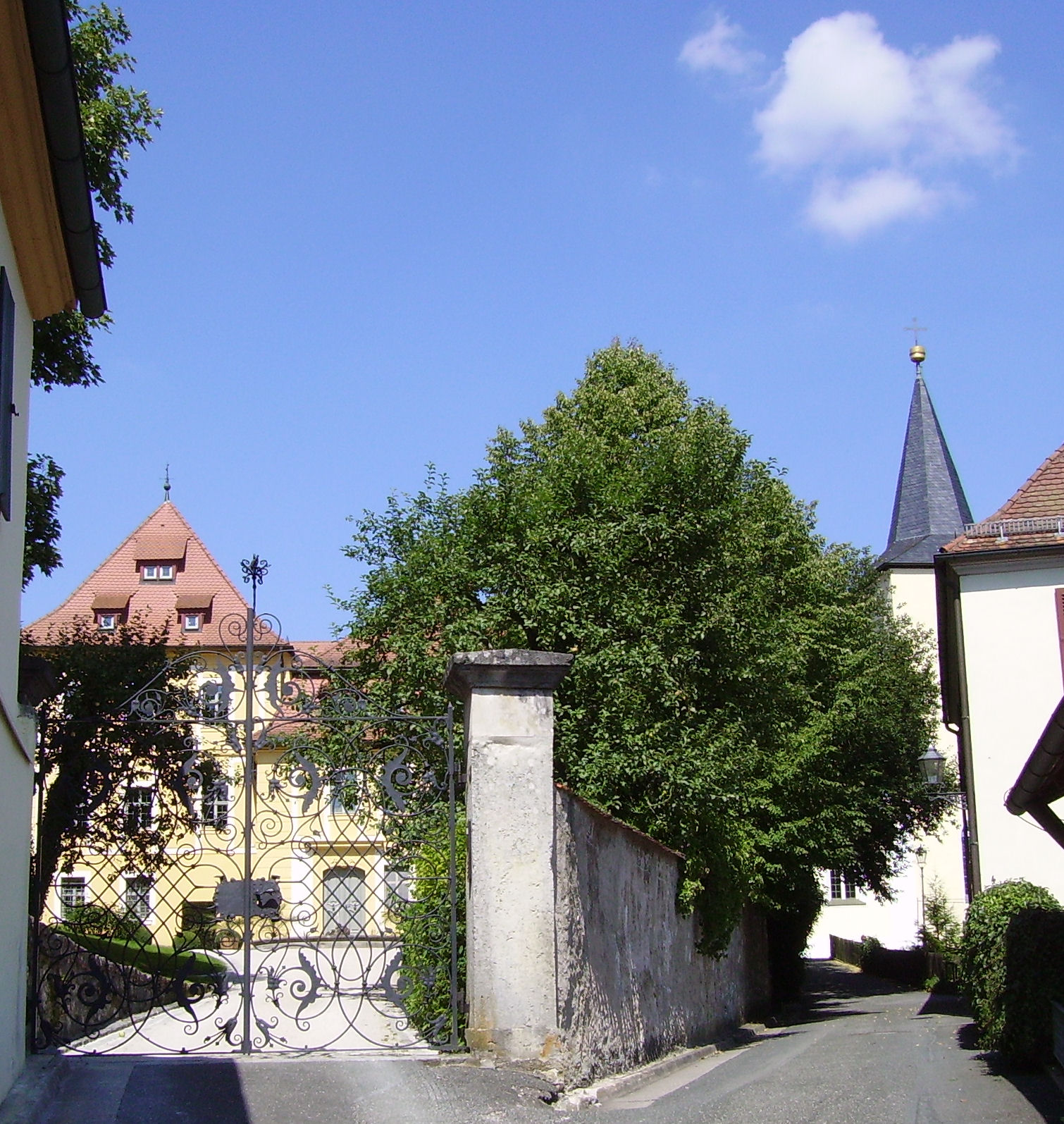
Das Schloss Unterleinleiter (links)

Schloss Unterleinleiter ist ein Schloss in Unterleinleiter in Oberfranken. Das Gebäude mit 29 Räumen wird privat bewohnt.

## Geschichte
Das Schloss wurde erstmals im Jahr 1372 urkundlich erwähnt. Nachdem es nach seiner Zerstörung im Bauernkrieg 1523 wieder aufgebaut worden war, wurde es 1690 durch einen Großbrand erneut zerstört und wieder errichtet. Es ging 1757 an die Freiherren von Seckendorff über und erhielt seine heutige Form um 1770. Die Familie gab den Wohnsitz 1952 auf. In der anschließenden Zeit bis in die 1980er Jahre wurde das ganze Areal als heilpädagogisches Kinderheim Schloss Borgehnstein geführt, das mit einer Nachfolgegesellschaft an einem neuen Standort auf dem Störnhofer Berg in Unterleinleiter noch existiert. Ab 1986 wurden das Schloss und der Schlosspark restauriert.

## Schlosspark
Das Schloss Unterleinleiter besitzt einen 17 Hektar großen Schlosspark, der nach dem Dreißigjährigen Krieg als Barockgarten angelegt wurde. Nachdem Schloss und Park 1985 in Privatbesitz übergegangen waren, wurde der Park mit Hilfe alter Pläne teilweise rekonstruiert. Im Park befinden sich zahlreiche, zumeist moderne Kunstwerke (unter anderem Skulpturen des Bildhauers Harro Frey) sowie ein Sandsteingebäude, das in früheren Zeiten als Teehaus benutzt wurde. In den Sommermonaten wird der Schlosspark für kulturelle Veranstaltungen benutzt.
Im Schlosspark befindet sich ein Tiefbrunnen mit Pumpenhaus für die Trinkwasserversorgung des Ortes.